# Лазуренко, Михаил Константинович
Михаил Константинович Лазуренко (укр. Михайло Костянтинович Лазуренко; 21 ноября 1908, Горловка, Железнянская волость, Бахмутский уезд, Екатеринославская губерния, Российская империя — 21 ноября 1987, Киев, Украинская ССР, СССР) — советский украинский государственный и партийный деятель. Первый секретарь Львовского (1954—1961) и Житомирского (1961—1968) обкомов КП Украины.

## Биография

Могила М. К. Лазуренко на Байковом кладбище в Киеве

Родился в 1908 году в городе Горловка.
Член ВКП(б) с 1932 года. Член ЦК Компартии Украины в 1954—1971 годах.
С 1927 года работал слесарем паровозного депо, затем железнодорожным техником.
С 1931 года — на руководящей профсоюзной и партийной работе.
В 1944—1946 годах — 2-й секретарь Станиславского городского комитета КП(б) Украины.
в 1945 году возглавлял городскую комиссию по нанесенным убыткам и злодеяниям немецко-фашистскими захватчиками в г. Станиславе.
В 1946—1949 годах работал 2-м секретарем Станиславского областного комитета КП(б) УССР.
В 1949—1952 годах учился в Партийной школе при ЦК КП(б) Украины.
В 1952—1954 годах — секретарь Львовского обкома КП(б) Украинской ССР.
С 1954 года по 11 февраля 1961 года — 1-й секретарь Львовского областного комитета КП Украины. Член Центральной Ревизионной Комиссии КПСС (1956—1961). Делегат Внеочередного XXI-го съезда КПСС (27.01—05.02.1959).
В 1961—1968 годах работал 1-м секретарем Житомирского областного комитета КП Украины (в 1963—1964 годах — сельского обкома).
С 1968 по 1983 год был членом Комитета партийного контроля при ЦК КПСС. Избирался депутатом Верховного Совета СССР 4-7 созывов.
С 1983 года на пенсии.

## Награды
- орден Ленина (26.02.1958)
- орден Октябрьской Революции (20.11.1978)
- орден Отечественной войны 2-й степени (11.03.1985)
- медаль «За трудовую доблесть» (25.12.1959)
- медали